# Канакюласька сільська рада
Ка́накюласька сільська рада (ест. Kanaküla külanõukogu, рос. Канакюлаский сельский совет) — сільська рада в Естонській РСР, адміністративно-територіальна одиниця в складі повіту Пярнумаа (1945—1950), Кілінґі-Ниммеського району (1950—1959) та Аб'яського району (1959—1960).

## Історія
16 серпня 1945 року на території волості Тігеметса в Пярнуському повіті утворена Канакюласька сільська рада з центром у селі Канакюла.
26 вересня 1950 року, після скасування в Естонській РСР повітового та волосного поділу, сільська рада ввійшла до складу новоутвореного Кілінґі-Ниммеського сільського району. 24 січня 1959 року після ліквідації Кілінґі-Ниммеського району сільрада приєднана до Аб'яського району.
3 вересня 1960 року Канакюласька сільська рада ліквідована, а її територія склала північну частину Тігеметсаської сільської ради Аб'яського району.